# Tainá Costa
Maria Tainá da Costa Silva (São Paulo, 18 de dezembro de 1997), mais conhecida pelo seu nome artístico Tainá Costa, é uma dançarina, influenciadora digital, empresária, youtuber e ex-cantora brasileira. 
Ela ganhou notoriedade por fazer vídeos de dança nas redes sociais e por isso ganhou o apelido de Rainha do Quadradinho.

## Carreira
Nasceu em São Paulo capital do Estado de São Paulo, quando era criança, se mudou com toda a sua família para Natal no Rio Grande do Norte, para cuidar de sua avó. Em 2014, quando tinha apenas 16 anos começou a postar vídeos de dança no YouTube. Ela ganhou destaque quando dançou o Quadradinho, dança que ficou conhecida com Anitta e Ludmilla. Ganhou o apelido de “Rainha do Quadradinho”. depois do boom do Quadradinho, ela continuou postando vídeos de dança e logo viralizou de novo, dessa vez com a dança da música “Parara Tibum” da cantora Tati Zaqui.
Em 2018, Tainá lançou o primeiro single da carreira “Aquecimento da Tainá Costa”, foi um grande sucesso. Depois disso ela lançou outras músicas como “Paralisa e Treme”, em parceria com o MC 2K. Em 2019 lançou uma parceria com Matheus Carrilho, “Toma” música pra o carnaval.  Em 2021, Tainá Costa lançou “Passando o Rodo”, parceria com POCAH, Mc Mirella e Lara Silva, O single que ganhou a categoria "Feat Nacional" do MTV Miaw em 2022. 
Em 2022, lançou “Tarada”, em parceria com MC Fioti. Ainda em 2022, Carolzinha, da dupla Carol & Vitoria, lançou seu EP Cara, na qual Tainá Costa participa da faixa "Número 1". 
Em 2023, Tainá Costa convocou DJ Arana, e lançaram o hit "Minha Vez". No mesmo ano, Tainá Costa se juntou com Mc J Mito, e lançaram o single "Elemento".

## Prêmios e indicações
| Ano  | Prêmio                  | Categoria             | Indicação                                                  | Resultado | Ref.          |
| ---- | ----------------------- | --------------------- | ---------------------------------------------------------- | --------- | ------------- |
| 2020 | WME Awards              | Artista Revelação     | Tainá Costa                                                | Venceu    | [ 6 ]         |
| 2021 | Prêmio Jovem Brasileiro | Melhor vídeo de dança | Tainá Costa                                                | Venceu    | [ 7 ]         |
| 2021 | Prêmio Jovem Brasileiro | Eu Shippo             | Tainactor (Tainá Costa e Loud Victor)                      | Venceu    | [ 7 ]         |
| 2021 | Sobre Funk              | Melhor Cantora        | Tainá Costa                                                | Venceu    | [ 8 ]         |
| 2022 | Prêmio Jovem Brasileiro | Clipe Bombástico      | Passando o Rodo (Pocah, Lara Silva, Mirella e Tainá Costa) | Venceu    | [ 9 ]         |
| 2022 | MTV Millennial Awards   | Feat. Nacional        | Passando o Rodo (Pocah, Lara Silva, Mirella e Tainá Costa) | Venceu    | [ 10 ]        |
| 2022 | Sobre Funk              | Musa do Funk          | Tainá Costa                                                | Venceu    | [ 11 ]        |
| 2022 | BreakTudo Awards        | Colaboração Nacional  | Passando o Rodo (Pocah, Lara Silva, Mirella e Tainá Costa) | Indicada  | [ 12 ]        |
| 2023 | Prêmio Jovem Brasileiro | Melhor TikToker       | Tainá Costa                                                | Venceu    | [ 13 ] [ 14 ] |
| 2023 | Prêmio Jovem Brasileiro | Youtuber              | Tainá Costa                                                | Indicada  | [ 13 ] [ 14 ] |
| 2023 | Prêmio Jovem Brasileiro | Eu Shippo             | Tainá Costa e Victor                                       | Indicada  | [ 13 ] [ 14 ] |
| 2023 | Sobre Funk              | Musa do Funk          | Tainá Costa                                                | Venceu    | [ 15 ]        |